# Aliens vs. Predator – A Halál a Ragadozó ellen 2.
A Halál a Ragadozó ellen 2. – Aliens versus Predator (Aliens vs. Predator: Requiem) – 2007-es amerikai sci-fi horrorfilm, a 2004-ben bemutatott "Alien vs. Predator – A Halál a Ragadozó ellen" folytatása. 
Az InterCom az első AVP film magyar címe miatt és a második AVP teljesen eltérő szerkezete miatt - korábbi cím-hirdetés kifordításaként - végül ilyen öszvér-megoldással alkotta meg a végleges magyar címet.
Az előző résszel ellentétben az új film magas korhatár-besorolást kapott az Amerikai Egyesült Államokban, aminek értelmében 17 éven aluliak csak felnőtt kísérettel látogathatják, erőszakossága és nyelvhasználata miatt. Magyarországon – az elsőhöz hasonlóan – moziban 16 éven felüli nézőknek ajánlották, ám később már 18-as karikát kapott.
A film bemutatója az Egyesült Államokban és Kanadában 2007 karácsonyán, Magyarországon pedig 2008. január 31-én volt.

## Szereplők
| Szereplő             | Színész          | Magyar hang   |
| -------------------- | ---------------- | ------------- |
| Dallas               | Steven Pasquale  | Posta Victor  |
| Kelly O'Brien        | Reiko Aylesworth | Román Judit   |
| Eddie Morales seriff | John Ortiz       | Bozsó Péter   |
| Ricky                | Johnny Lewis     | Hamvas Dániel |
| Stevens ezredes      | Robert Joy       | Balázsi Gyula |
| Molly                | Ariel Gade       |               |
| Jesse                | Kristen Hager    |               |

## Történet
Az előző rész végén az Alienkirálynővel végző Predator testéből klánja űrhajóján kikel egy hibrid, a Predalien. A tomboló fenevadat megfékezni próbáló Predatorok egyike véletlenül lyukat lő a hajótestbe, így a jármű a Földre zuhan, a coloradói Gunnison melletti erdőbe. A becsapódás Arctámadókat ereszt szabadjára, akik a város lakosságát megtámadva hamarosan egy új alien-fészket hoznak létre. A lezuhant hajó vészjelzésére adott válaszként a Predatorok egy „tisztogatót” küldenek bolygónkra, hogy végezzen az összes Idegennel és a Predaliennel. Ezalatt a két földön kívüli faj háborújának közepébe csöppent városlakók egy csoportja igyekszik túlélni az Alienek vadászatát és kijutni a városból, mielőtt a hadsereg eltünteti azt a föld színéről.

## Forgatási helyszínek
A film forgatása 2006. szeptember 25-én vette kezdetét. A helyszínek között szerepelt Vancouver, Coquitlam városa és kikötője és Langley, mind Brit Kolumbiában, Kanadában.

## Fogadtatás
A film az első résznél is lesújtóbb kritikákat kapott. A bírálatok nagy mértékben megegyeztek abban, hogy az első részből hiányolt erőszakosságon kívül mást nem kínál az új epizód. A cselekmény ürességén és logikátlanságain kívül sok helyütt kiemelték még, hogy a filmben szereplő, gyakorlatilag szinte csak statisztáló emberi szereplők jelentéktelen magánéleti problémáik bemutatásával húzzák feleslegesen az időt, és hogy az akciójeleneteket egyszerűen nem látni, mert azok esős éjszakai környezetben zajlanak. A film hibáiért elsősorban a tapasztalat nélküli rendezőpárost okolták. Ugyanakkor néhány neves lap újságírója pozitív véleménnyel szolgált. A New York Times munkatársa szerint „Talán nem lesz az eredeti Alienhez hasonló klasszikus sci-fi, ami benne van a DNS-ében, de tökéletesen becsülendő előrelépés a sorozatban.” A Joe Leydon a Varietytől úgy vélekedett, „Alkalmanként, a filmkészítők felfedik a komisz hajlandóságukat a műfaji szabályok felbontására, különösen azzal kapcsolatban, hogy ki él és ki hal meg az effajta filmben.” Ezzel szemben Chris Hewitt az Empire magazintól „2008 legrosszabb filmjének korai esélyesének” nevezte, Mark Kermode a BBC-től „zajos, rosszul fényképezett szemétnek” titulálta, Kirk Honeycutt a The Hollywood Reportertől pedig „egy unalmas akciófilm rossz videójátékához” hasonlította.

### Box office
A 2007. december 25-én mozikba került "Aliens vs. Predator - A Halál a Ragadozó ellen 2." 9,5 millió dollárt keresett nyitónapján, majd a rákövetkező napokban komoly visszaesést kellett elkönyvelnie. Az első hétvége (december 28-30.) során 10,1 millió dolláros bevételt ért el, ami a nem megszokott premiernap miatt nehezen vethető össze a 2004-es változat 38,3 millió dolláros startjával. Az új film ezt az összeget azonban még második hétvégéjét zárva, a 13. napján sem érte el. Végül 41,8 millió dollárra tett szert (ami nagyjából fele az első rész végösszegének), s további 87 millióra a világ többi részén.

## Videójáték
A filmhez kapcsolódó, azonos című videójátékot a Rebellion Developments fejlesztette PlayStation Portable platformra. Ennek fő vonulata egy Predator irányítása, akinek el kell takarítania az idegen lények nyomait a Földről, akárcsak a filmben. A másik játékmódban a játékosnak alienekkel kell szembenéznie különböző terepeken, így temetőben, erőműben, boltban, főúton és gimnáziumban.